# Новосёлки (Нелидовский район)
Новосёлки — деревня в Нелидовском районе Тверской области. Административный центр Новосёлковского сельского поселения.

## История
На карте РККА 1923—1941 годов обозначена деревня Новосёлки. Имела 13 дворов.

## География
Деревня расположена на правом берегу реки Берёза (приток Межи) в 25 километрах к югу от города Нелидово. Рядом находятся деревни Монино и Бор.

## Улицы
Уличная сеть деревни представлена семью улицами:
- ул. Бельская
- ул. Мира
- ул. Олимпийская
- ул. Строителей
- ул. Студенческая
- ул. Центральная (длина около 2000 м)[3]
- ул. Юбилейная

## Население
| 2002 | 2010 |
| ---- | ---- |
| 408  | ↘343 |

Национальный состав
Согласно результатам переписи 2002 года, в национальной структуре населения русские составляли 82 % от жителей.